# Ulrike Jenni (Synchronsprecherin)
Ulrike Jenni (* 7. April 1969 in München, verheiratete Greitner-Jenni) ist eine deutsche Synchronsprecherin.

## Leben
Jenni kam über ihre ehemalige Mitschülerin und Freundin Sabine Bohlmann zum Synchronsprechen, die bereits zu Schulzeiten selbst synchron sprach. Zu Schulzeiten begleitete sie Bohlmann ins Studio, um zuzusehen und durfte unerwartet selbst eine Rolle in einer Highschool-Serie sprechen, da eine andere Synchronsprecherin versehentlich schon weggeschickt wurde. Nachdem die Serie gut lief und die von ihr gesprochene Rolle an Bedeutung gewann, wurde sie als Synchronsprecherin für die Serie behalten. Nach dem Schulabschluss absolvierte sie eine Ausbildung im Bereich Schauspiel, Tanz und Gesang. Sie sprach seitdem für zahlreiche Film- und Fernsehproduktion synchron, und wurde vor allem in der Anime-Szene bekannt. Sie nahm bereits bei mehreren Anime- und Manga-Conventions teil, bspw. auf der Contopia 2013 in Dortmund, bei der Animuc in Fürstenfeldbruck und mehrfach mit Bohlmann bei der Connichi.
Jenni ist Mutter und lebt in München. Privat engagiert sie sich im Rahmen von Flüchtlingshilfeprojekten in München und Ingolstadt. Ihre Tochter Laura ist ebenfalls Synchronsprecherin.

## Synchronisation (Auswahl)

### Anime
- Lily; verlorene Seele; div. weitere Nebenrollen (Pokémon)
- Kagome Higurashi (Inu Yasha)
- Michiru Kaio/Sailor Neptun (Sailor Moon)
- Mimi (Duel Masters)
- Porsche; div. weitere Nebenrollen (One Piece)

### Videospiele
- Kunoichi; neuer Offizier (weiblich) (Samurai Warriors)
- Klonoa für Nintendo Wii (Klonoa)

### Filme
- 2006: Cars Rolle Minny (Originalstimme Edie McClurg)[9]
- 2019: A Toy Story: Alles hört auf kein Kommando Rolle Gabby Gabby (Originalstimme Christina Hendricks)